# Demon Gaze II
Demon Gaze II (デモンゲイズ II) est un jeu vidéo de type dungeon crawler développé et édité par Kadokawa Games, sorti en 2016 sur PlayStation Vita au Japon, puis en 2017 dans une Global Edition contenant tous les DLC sur PlayStation Vita et PlayStation 4.
Il fait suite à Demon Gaze.

## Accueil
- Jeux vidéo Magazine : 14/20[1]